# 東哥達瓦里縣

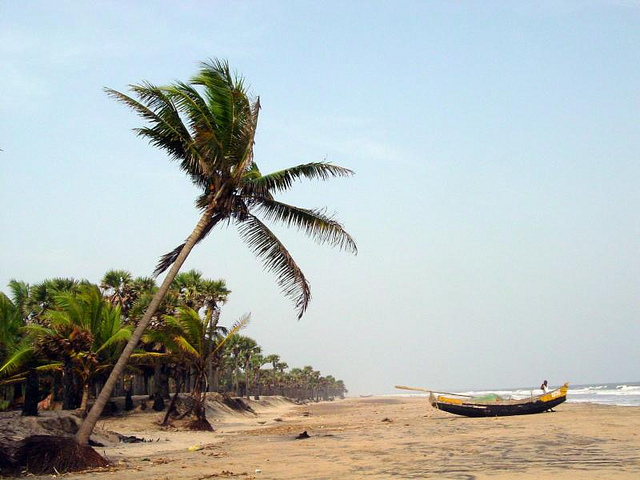

東哥達瓦里縣是印度的一個縣，位於該國東南部，由安得拉邦負責管轄，面積10,807平方公里，主要經濟活動有農業和水產養殖，2011年人口5,151,549，人口密度每平方公里477人。